# Verbascum bourgeanum
Verbascum bourgeanum är en flenörtsväxtart som beskrevs av Hub.-mor.. Verbascum bourgeanum ingår i släktet kungsljus, och familjen flenörtsväxter. Inga underarter finns listade i Catalogue of Life.